# У Ґуан
У Гуан (спрощ.: 吴广; кит. трад.: 吳廣, помер в грудні 209 до н.е. або в січні 208 до н.е.) був лідером першого повстання проти Династії Цінь під час правління другого імператора династії Цінь.

## Зноски
1. ↑  Згідно 48 томом Записів великого історика, У Гуан помер перед Чен Шенгом. А Чен Шенг помер 12-го місяця першого року правління Qin Er Shi. [二世元年]腊月，陈王之汝阴，还至下城父，其御庄贾杀以降秦.）Shiji, vol.48.